# Metalzóico
A Era Metalzóica é uma graphic novel escrita por Pat Mills e desenhada por Kevin O'Neill, que foi publicada inicialmente pela revista britânica 2000AD. Posteriormente ela foi lançada nos Estados Unidos pela DC Comics em 1986, e no Brasil pela Editora Abril em Março de 1989.

## Sinopse[1][2]
Num futuro distante, o campo magnético da Terra foi suspenso e a raça humana abandonou o planeta, que por sua vez foi dominado por robôs inteligentes. Após séculos de evolução, os autômatos metálicos assumiram formatos e papéis muito parecidos aos dos antigos animais que habitavam a Terra antes do apocalipse magnético.
Amok, o Deus-Fera é o gigantesco mamute metálico líder de uma manada de elefantes robóticos. Lendas contam que ele está retornando para seu local de origem, uma região agora dominada pelos Mekaka. Seu líder é o astuto e psicótico robô gorila Armagedom. Sua brutalidade e impulsividade são explicados pelo fato de que ele operou seu próprio cérebro para remover quaisquer emoções que impedissem suas intenções de tornar os Mekaka a maior tribo do planeta.
Ao mesmo tempo em que Armagedom lidera sua tribo em busca de Amok, a Besta Divina está retornando ao território dos Mekaka, e precisando de metal para fazer reparos em si mesmo. Para isso ele conta com a ajuda do humano Jool que conduz a tribo de Amok até os Poços de Zinja onde talvez eles possam encontram o que tanto procuram.
As batalhas entre os três clãs irão revelar estranhos segredos, e o futuro de todas as tribos será decidido pelo Programa-Mestre.